# District de Pynes Town
Le district de Pynes Town est une subdivision du comté de Sinoe au Liberia.  
Les autres districts du comté de Sinoe sont :
- Le district de Butaw
- Le district de Dugbe River
- Le district de Greenville
- Le district de Jaedae Jaedepo
- Le district de Juarzon
- Le district de Kpayan